# Roman Evgen’evič Konoplev
Roman Evgen’evič Konoplev (in russo Роман Евгеньевич Коноплев?; Počep, 4 settembre 1973) è uno scrittore, politologo e politico russo naturalizzato portoghese.

## Biografia
Nato il 4 settembre 1973 nella regione di Brjansk in una famiglia di ingegneri.
Ha conseguito la laurea in giurisprudenza presso l'Istituto internazionale di economia e diritto di Mosca e la laurea in ingegneria presso l'Università tecnica statale di Brjansk.
Nel settembre 1993, dopo il decreto del presidente B. Eltsin sullo scioglimento del Congresso dei deputati del popolo e del Soviet Supremo della Federazione Russa, come parte della squadra di combattimento dei difensori della Camera dei Soviet della Russia, prese parte alla sua difesa, nell'ottobre dello stesso anno.
È stato membro del Partito Nazional Bolscevico (1997-2003) e dei Partito "Innovazione" (2006-2012).
Konoplev ha iniziato la sua carriera di scrittore nel 2005, pubblicando il suo primo romanzo, Vangelo dell'estremista.
In Transnistria, Roman Konoplev ha collaborato come giornalista e commentatore politico con il settimanale analitico “Dnestrovskij Kurier” (2002-2007), Radio PMR. Fondatore e direttore dell'agenzia di stampa "Lenta PMR" (2004-2008), caporedattore del settimanale "Russkij Proriv" (2007-2008). Proprietario e caporedattore di RIA Dnestr (2009-2017).

## Vita privata
Konoplev è sposato con Dina Vladimirovna Nerubascshenko, cantante di un  gruppo musicale portoghese “Bering Hotel”.

## Opere selezionate
- «Vangelo dell'estremista» [«Евангелие от экстремиста»], Brjansk, Tipografia regionale di Brjansk, 2005, ISBN 5-94632-061-0.
- «Dromomania», (2011).
- «Sconfitta», (2013).